# غرام وانتقام بالساطور (فلم)
غرام وانتقام بالساطور فيلم دراما ورعب مصري للمخرج محمد شبل لعام 1992، القصة والسيناريو والحوار أيضا للمخرج محمد شبل. الفيلم من بطولة فاروق الفيشاوي وإسعاد يونس وعايدة رياض، ويدور حول زوج طماع يقتل زوجته بعد تحكمه في ميراثها، بهدف الزواج من حبيبته السابقة. صدر الفيلم إلى دور العرض في  20 أبريل 1992.

## طاقم التمثيل
- فاروق الفيشاوي: في دور فتحي
- إسعاد يونس: في دور فتحية
- عايدة رياض: في دور ماجدة
- أحمد راتب: في دور محسن

بالاشتراك مع:
وداد حمدي، لطفي لبيب، لبنى محمود، نهير أحمد، سعيد عثمان، سيد مصطفى، فاطمة كشري، الطفل محمد ماجد فرغلي.

## ملخص أحداث الفيلم
تقع فتحية (إسعاد يونس) في حب فتحي (فاروق الفيشاوي) لكنه يحب زميلتها ماجدة (عايدة رياض)، وبالرغم من ذلك يتزوج من فتحية بعد وفاة والدها بهدف الحصول على الميراث الكبير الذي ورثته فتحية من والدها الراحل، يتخلص فتحي من زوجته فتحية ويقتلها بعد تحقيق هدفه في السيطرة على أموالها، وتتوجه خطواته نحو حبيبته السابقة ماجدة.

## استقبال الفيلم
كتب عمرو شاهين على موقع «القاهرة»: «فيلم غرام وانتقام بالساطور هو فيلم رعب كوميدي».
كتبت بوابة الاخبار: "يمكن تصنيف الفيلم، على انه "رعب ساخر"، ولم ينل المخرج محمد شبل وهو حقه كرائد في هذا المجال لأسباب عديدة على رأسها ضعف الإمكانيات، والذي تسبب في خروج تجاربه بشكل "هش" تقنيًا. هذا على صعيد الصورة أما الكتابة أيضًا فعانت من اضطراب واضح وإقحام غير موفق لإسقاطات سياسية واجتماعية، والنتيجة أن الوسط النقدي والسينمائي وقتها استقبل أعمال محمد شبل بسخرية لاذعة... لا أهيل كُل التراب على تجربة محمد شبل بما فيها من عيوب، فمجرد محاولة التمرد على واقع سينمائي متيبس أمر يستحق للتقدير، وفشل التجريب لأربع مرات متتالية في "التعويذة"، و"أنياب"، و"غرام وانتقام بالساطور"، و"كابوس" هو أيضًا أمر يدعو للشفقة في حد ذاته.
كتب حاتم سعيد حسن على موقع الوطن: «المخرج محمد شبل هو صاحب مواهب عديدة ورائد الرعب في السينما المصرية... تخرج في معهد الدراسات السينمائية بنيويورك.. وكانت آخر تجاربه مع السينما عام 1992 بتقديمه لفيلم» غرام وانتقام بالساطور«، ولا يخفى على أحد ممن يهتمون بالفن السينمائي بأن شخصية محمد شبل ظلت لغزًا، فإن المعلومات حوله قليلة جدًا، وكان يهتم بدراسات العديد من المجالات المختلفة والمتشعبة».
كشفت آية سيف على موقع اكسترا نيوز: «المخرج شبل هو الذي لقب بفنان الغرابة»، وكتب أحمد حسين على موقع «فايس» مقال تحت عنوان «لماذا تعثرت سينما الرعب العربية؟» وذكر: «رائد آخر وأحد أهم مخرجي أفلام الرعب المصرية، هو المخرج محمد شبل... ولم ينجح فيلم غرام وانتقام بالساطور نجاحًا سينمائيًا كبيرًا».
جاء على موقع "الجورنال": "حل الفنان فاروق الفيشاوى ضيفًا على الإعلامية إسعاد يونس في برنامجها "صاحبة السعادة"، وتبادلوا الذكريات بينهما منها، دفنه لها حية أثناء أدائهم مشهد في فيلم "غرام وانتقام بالساطور"، وقالت له" الإخلاص خدك وردمت عليا التراب برجلك، والمطرة مطرت فريحتوا وسيبتونى شوية"... ودخلت إسعاد يونس في حالة ضحك هيستيري على الهواء.

## وصلات خارجية
- غرام وانتقام بالساطور على موقع السينما.كوم
- غرام وانتقام بالساطور على موقع الدهليز
- غرام وانتقام بالساطور نسخة محفوظة 5 يناير 2021 على موقع واي باك مشين. على موقع كاروهات